# Friedrich Pappermann
Friedrich Pappermann (* 2. Februar 1909 in Dresden; † 28. August 1995 ebenda) war ein deutscher Kunstsammler und Stifter.

## Leben

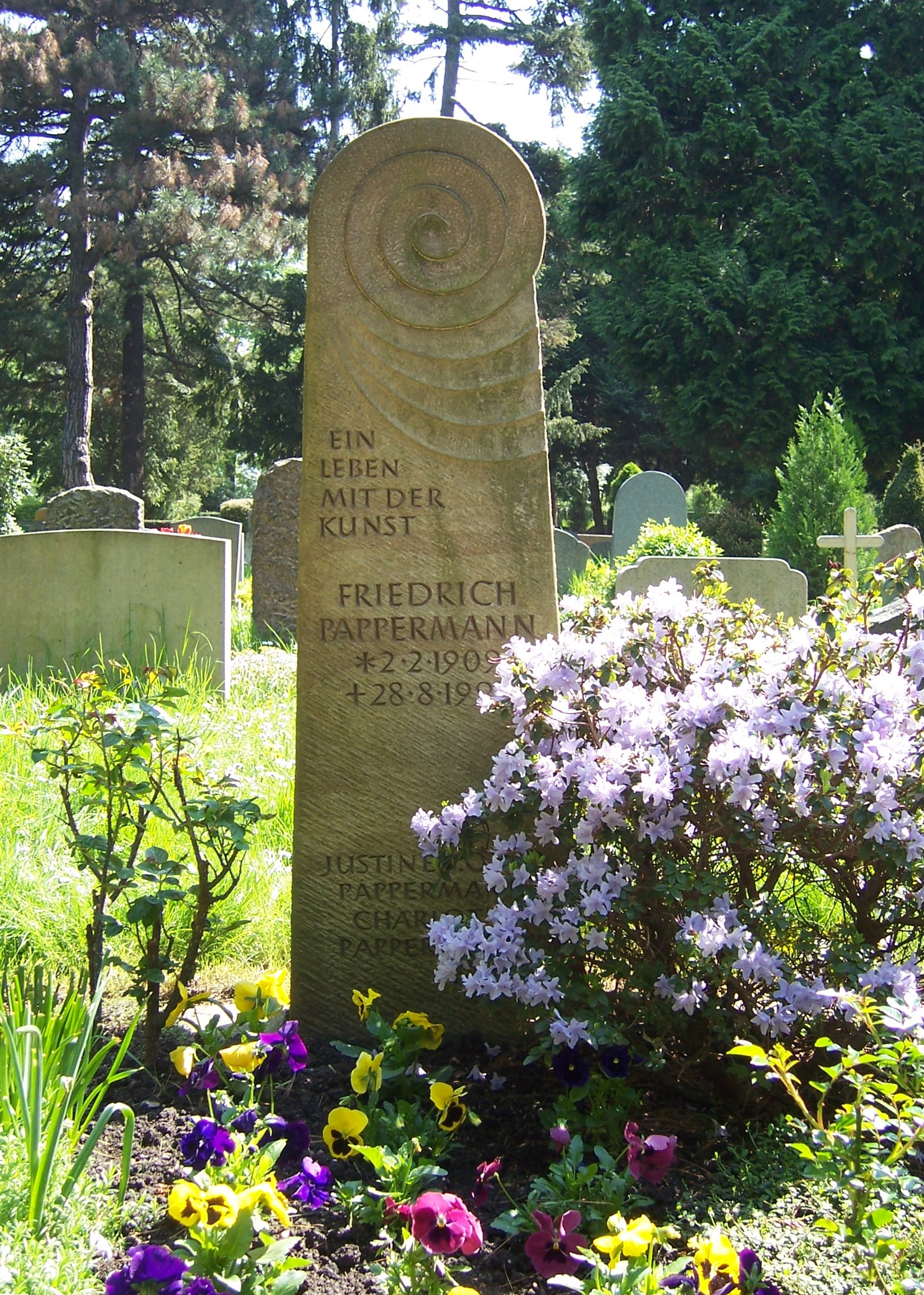
Grab von Friedrich Pappermann in Dresden

Der Sohn von Otto und Justine Pappermann wurde als ältester von fünf Geschwistern in Dresden geboren. Nach seiner Ausbildung als Exportkaufmann war er in verschiedenen leitenden Funktionen in Dresdner Betrieben tätig, unter anderem bis 1956 als Betriebsdirektor im Werk 6 des VEB Elektroschaltgeräte Dresden, der vormaligen Gebr. Cruse & Co KG.
Seine Sammeltätigkeit begann er 1953, als es ihm gelang, von der Ehefrau des Kunsthistorikers Hermann Voss, der von 1943 bis 1945 die Gemäldegalerie Alte Meister in Dresden geleitet hatte, sieben Bilder italienischer Barockkünstler zu erwerben. Dies gab für ihn den Anstoß, mit dem Sammeln fortzufahren, obwohl seine finanziellen Mittel beschränkt waren, nachdem er 1956 seine lukrative Stelle als Betriebsdirektor verloren hatte, weil er sich nicht enger an die SED hatte binden wollen. Trotzdem gelang es ihm in den Folgejahren eine beachtliche Kunstsammlung mit Werken des 16. bis 20. Jahrhunderts aufzubauen. Die Objekte stammten dabei überwiegend aus Kunsthandlungen und Privatsammlungen in Dresden. Ein Schwerpunkt seiner Sammlung war die Dresdner Malerei des 19. und 20. Jahrhunderts. Weitere Werke gehörten der italienischen Malerei des 17. bis 18. Jahrhunderts und der niederländischen und belgischen Malerei des 16. bis 19. Jahrhunderts an. Nachdem er sich 1971 aus gesundheitlichen Gründen aus dem Berufsleben zurückziehen musste, fand er nunmehr Ruhe und Zeit, sich ganz seiner Sammelleidenschaft zu widmen. Im Ganzen trug er bis zu seinem Tod rund 300 Ölgemälde und 1000 Zeichnungen, Aquarelle und Grafiken zusammen. Zu den besonderen Raritäten der Pappermannschen Sammlung zählt die Dresdner Malerei aus dem 19. und 20. Jahrhundert, insbesondere von Künstlern der Goppelner Gruppe, zu der sich um die Jahrhundertwende impressionistische Freiluftmaler wie Wilhelm Claudius und Robert Sterl zusammenschlossen. Weitere Raritäten sind Gemälde von Fritz Beckert und Werner Haselhuhn sowie Werke aus dem Nachlass der Maler Ludwig von Hofmann und Ferdinand Pauwels. Zudem sammelte Pappermann alte Möbel und Porzellan und unterhielt ab den 1950er-Jahren rege Kontakte zu den Kunsthistorikern und Restauratoren der Staatlichen Kunstsammlungen Dresden.
Zeitlebens engagierte er sich für die Dresdner Kultur und war auch darüber hinaus aktiv tätig. Im Jahr 1978 gehörte er zu den Mitbegründern des „Freundeskreises zur Erhaltung des Robert-Sterl-Hauses“ in Naundorf, dessen 2. Vorsitzender er war. Als Krönung seines Sammlerlebens betrachtete er 1990 die Ausstellung eines Großteils der von ihm zusammengetragenen Kunstwerke in der Dresdener Galerie Neue Meister im Albertinum. Wegen seiner zahlreichen Interessen gab er 1992 den 2. Vorsitz des „Freundeskreises zur Erhaltung des Robert-Sterl-Hauses“ ab. Im Folgejahr stiftete er den Städtischen Sammlungen Freital den Großteil seiner Gemälde des 19. und 20. Jahrhunderts, die jetzt in der Kunstsammlung auf Schloss Burgk zu sehen sind. Zwei Jahre später folgten Zeichnungen, Aquarelle und Grafiken. Zu den Glanzlichtern der übereigneten Werke zählten vor allem die Romantiker, darunter Werke von Johan Christian Clausen Dahl und Carl Gustav Carus. Als Anerkennung dafür wurde ihm 1994 die Ehrenbürgerschaft der Stadt Freital verliehen. Zudem trägt eine Straße unweit des Museums seinen Namen. Im Jahr 1995 stiftete er, kurz vor seinem Tod, den Dresdner Gemäldegalerien Alte und Neue Meister zwölf weitere Gemälde, darunter Werke von Carlo Ceresa, Jan Baptist Lambrechts und Johann Alexander Thiele. Weitere Werke übergab er dem Stadtmuseum Dresden und dem Robert-Sterl-Haus in Naundorf.
Pappermann verstarb 1995 in Dresden und wurde auf dem Striesener Friedhof beigesetzt.